# Norovava
Norovava istennő, a mező védelmezője.
Később jelent meg a Masztoravában, valószínűleg a mezőgazdaság megjelenésével. Valamennyi falunak megvolt a maga Norovavája. Az istenség lakhelyének a termőföldet, a határt tartották. Az aratók étkezés közben ennivalót hagytak Norovavának, például sóval meghintett kenyeret, hogy jószellemük ne maradjon éhes. Jóízűen falatozzon, és hálából ne hagyja termés nélkül a földet. Akkor is segítséget kértek tőle – hogy biztonságosan végezhessék el a mezőgazdasági munkákat –, amikor vetettek, a betakarítást végezték, vagy az egyszerűbb munkákat végezték, például a földeket tisztították meg a gyomoktól. Az istennő védelmezését kérték, hogy ne sérüljenek meg a betakarítás közben, ne vágják meg sarlóval a kezüket. A gazdálkodók imádkoztak Norovavához, miközben a betakarítást végezték, az istennő pártfogásába ajánlották magukat.

## Fordítás
- Ez a szócikk részben vagy egészben  a(z)   Норовава című orosz Wikipédia-szócikk ezen változatának fordításán alapul.  Az eredeti cikk szerkesztőit annak laptörténete sorolja fel. Ez a jelzés csupán a megfogalmazás eredetét és a szerzői jogokat jelzi, nem szolgál a cikkben szereplő információk forrásmegjelöléseként.